# Sally Blane
Sally Blane (nacida como Elizabeth Jane Young; Salida, Colorado, 11 de julio de 1910-Los Ángeles, California, 27 de agosto de 1997) fue una actriz cinematográfica estadounidense de serie B.
Blane era hermana de las actrices Polly Ann Young y Loretta Young, y medio hermana de la también actriz Georgiana Paula Belzer, esposa del actor Ricardo Montalbán.

## Biografía
Sus padres, Gladys y John, se separaron cuando ella tenía cinco años y su madre trasladó a sus cuatro hijos a Hollywood, donde vivía una de las hermanas de Gladys. Todos los niños colaboraron económicamente convirtiéndose en extras de cine. Sally y su hermano pequeño John R. Young (más conocido como Jack) aparecieron sin acreditar en la película muda Sirens of the Sea (1917), protagonizada por Jack Mulhall, en la que Sally interpretaba a una ninfa del mar. Sally también tuvo un papel no acreditado en el clásico de Rodolfo Valentino El caíd (1921). Volvió al cine en los años veinte, interpretando pequeños papeles en varias películas mudas.  
Su carrera prosiguió en los años treinta, con actuaciones en películas de bajo presupuesto tales como Once a Sinner (1930), A Dangerous Affair (1930), Arabian Knights, Annabelle's Affairs ((1931), Hello Everybody! (1933), City Limits (1934), Against the Law (1934) y This Is the Life (1935). Al final de la década su actividad se redujo mucho, aunque en 1939 actuó con todas sus hermanas en The Story of Alexander Graham Bell (El gran milagro). 
Posteriormente actuó únicamente en cuatro filmes más, siempre en pequeños papeles secundarios - Fighting Mad (1939), Charlie Chan at Treasure Island (1939), La Fuga (1944) y A Bullet for Joel (El regreso del gángster) (1955). A lo largo de toda su carrera llegó a intervenir en más de 100 películas. 
Estaba casada con el actor y director Norman Foster. Tuvieron dos hijos, Robert y Gretchen. Blane falleció en Los Ángeles, California, a causa de un cáncer, al igual que sus hermanas Polly y Loretta, en 1997, con 87 años de edad. Blane está enterrada junto a su marido (Sección W, grada 19, tumba 21) en el cementerio de Holy Cross de Culver City